# Autostrada A76 (Holandia)
Autostrada A76 (nl. Rijksweg 76) - autostrada w Holandii przebiegająca na osi Wschód-Zachód. Łączy się z belgijską autostradą A2 i niemiecką autostradą A4, natomiast lokalnie z autostradą A2 oraz A79.

## Trasy europejskie
Na całej długości A76 stanowi odcinek trasy europejskiej E314.